# BBL-Pokal 2018/19
Der easycredit BBL-Pokal 2018/19 (nach einer Namenssponsoränderung ab dem Halbfinale MagentaSport BBL-Pokal) war die zehnte Austragung des Pokalwettbewerbs im deutschen Vereinsbasketball der Herren als Ligapokal der ersten Basketball-Bundesliga. Die Organisation dieses Wettbewerbs unterstand dem Ligaverband der Basketball-Bundesliga und diente der Ermittlung des deutschen Pokalsiegers im Vereinsbasketball der Herren.
Es war die erste Austragung des Wettbewerbs nach seiner Reform. Als Titelträger ging der FC Bayern München in den Wettbewerb. Das Pokalfinale fand am 17. Februar 2019 statt, in dem sich Brose Bamberg vor heimischer Kulisse gegen Alba Berlin durchsetzte. Für die Bamberger war es der sechste Pokalerfolg.

## Modus
Der Pokalmodus wurde grundlegend geändert im Vergleich zu den Vorjahren. Im alten Modus spielten die sechs besten Teams der Bundesliga-Hinrunde um drei Startplätze für das Top-Four-Turnier. Der Gastgeber des Turniers war automatisch qualifiziert. Am neuen Modus nehmen die 16 Bundesligisten, die in der Vorsaison den Klassenerhalt geschafft haben, teil. Diese spielen in einem K.-o.-System um den Pokalsieg. Jede Turnierrunde besteht nur aus einem einzigen Spiel, dessen Sieger in die nächste Runde vorrückt. Sowohl das Heimrecht als auch die Begegnungen werden in jeder Runde neu ausgelost. Das Top Four als Abschluss des Wettbewerbs wurde abgeschafft. Im Januar 2019 gab man bekannt, dass der Wettbewerb ab dem Halbfinale nach dem neuen Namenssponsor Magenta Sport benannt werde.

## Teilnehmer
| Team                                                                                   | Stadt           | Halle                  |
| -------------------------------------------------------------------------------------- | --------------- | ---------------------- |
| Brose Bamberg (4)                                                                      | Bamberg         | Brose Arena            |
| Medi Bayreuth (6)                                                                      | Bayreuth        | Oberfrankenhalle       |
| Alba Berlin (2)                                                                        | Berlin          | Mercedes-Benz Arena    |
| Telekom Baskets Bonn (5)                                                               | Bonn            | Telekom Dome           |
| Löwen Braunschweig (12)                                                                | Braunschweig    | Volkswagen Halle       |
| Eisbären Bremerhaven (16)                                                              | Bremerhaven     | Stadthalle Bremerhaven |
| Fraport Skyliners (8)                                                                  | Frankfurt a. M. | Fraport Arena          |
| Gießen 46ers (11)                                                                      | Gießen          | Sporthalle Gießen-Ost  |
| BG Göttingen (14)                                                                      | Göttingen       | Sparkassen-Arena       |
| Science City Jena (13)                                                                 | Jena            | Sparkassen-Arena       |
| MHP Riesen Ludwigsburg (3)                                                             | Ludwigsburg     | MHPArena               |
| FC Bayern München (1, TV)                                                              | München         | Audi Dome              |
| EWE Baskets Oldenburg (7)                                                              | Oldenburg       | EWE Arena              |
| ratiopharm ulm (10)                                                                    | Ulm             | Ratiopharm Arena       |
| Mitteldeutscher Basketball Club (15)                                                   | Weißenfels      | Stadthalle Weißenfels  |
| s.Oliver Würzburg (9)                                                                  | Würzburg        | s.Oliver Arena         |
| Die Zahl in Klammern gibt die Platzierung in der Hauptrunde der BBL-Saison 2017/18 an. |                 |                        |

## Austragung

### Termine
Die Spielrunden wurden an folgenden Terminen ausgetragen:
- Achtelfinale: 6. und 7. Oktober 2018
- Viertelfinale: 22. und 23. Dezember 2018
- Halbfinale: 20. Januar 2019
- Finale: 17. Februar 2019

### Achtelfinale
Die Partien des Achtelfinales wurden von C-Bas von Bullshit TV im Beisein von BBL-Geschäftsführer Stefan Holz am 27. Juli 2018 ausgelost.
| Datum             |                           | Ergebnis |                                      |
| ----------------- | ------------------------- | -------- | ------------------------------------ |
| 06.10.2018, 18:00 | Fraport Skyliners (8)     | 78:74    | ratiopharm ulm (10)                  |
| 06.10.2018, 18:00 | BG Göttingen (14)         | 72:67    | MHP Riesen Ludwigsburg (3)           |
| 06.10.2018, 20:30 | Eisbären Bremerhaven (16) | 69:89    | Telekom Baskets Bonn (5)             |
| 06.10.2018, 20:30 | Brose Bamberg (4)         | 92:74    | s.Oliver Würzburg (9)                |
| 07.10.2018, 15:00 | Alba Berlin (2)           | 88:68    | Medi Bayreuth (6)                    |
| 07.10.2018, 15:00 | FC Bayern München (1)     | 106:92   | Gießen 46ers (11)                    |
| 07.10.2018, 18:00 | EWE Baskets Oldenburg (7) | 91:94    | Science City Jena (13)               |
| 07.10.2018, 18:00 | Löwen Braunschweig (12)   | 83:75    | Mitteldeutscher Basketball Club (15) |

### Viertelfinale
Die Partien des Viertelfinales wurden von Bundestrainer Henrik Rödl am 12. Oktober 2018 in der Halbzeitpause des Ligaspiels Alba Berlin gegen die Crailsheim Merlins ausgelost.
| Datum             |                        | Ergebnis |                          |
| ----------------- | ---------------------- | -------- | ------------------------ |
| 22.12.2018, 18:00 | Fraport Skyliners (8)  | 80:70    | Löwen Braunschweig (12)  |
| 22.12.2018, 20:30 | BG Göttingen (14)      | 64:83    | Brose Bamberg (4)        |
| 23.12.2018, 18:00 | Science City Jena (13) | 86:89    | Telekom Baskets Bonn (5) |
| 23.12.2018, 20:30 | FC Bayern München (1)  | 70:78    | Alba Berlin (2)          |

### Halbfinale
Die Partien des Halbfinales wurden vom Sportkommentator Frank Buschmann unmittelbar nach dem Viertelfinalspiel zwischen dem FC Bayern München und Alba Berlin ausgelost.
| Datum             |                       | Ergebnis |                          |
| ----------------- | --------------------- | -------- | ------------------------ |
| 20.01.2019, 15:00 | Fraport Skyliners (8) | 70:105   | Alba Berlin (2)          |
| 20.01.2019, 18:00 | Brose Bamberg (4)     | 90:87    | Telekom Baskets Bonn (5) |

### Finale
Das Heimrecht für das Finale wurde per Los entschieden und fiel auf Brose Bamberg. Das Finale fand am 17. Februar in der Brose Arena statt. Bamberg setzte sich schlussendlich knapp gegen Alba Berlin durch und konnte den sechsten Pokalerfolg der Vereinsgeschichte für sich verbuchen.
| Datum             |                   | Ergebnis |                 |
| ----------------- | ----------------- | -------- | --------------- |
| 17.02.2019, 15:00 | Brose Bamberg (4) | 83:82    | Alba Berlin (2) |